# Scleria goossensii
Scleria goossensii är en halvgräsart som beskrevs av De Wild. Scleria goossensii ingår i släktet Scleria och familjen halvgräs. Inga underarter finns listade i Catalogue of Life.